# Хосе Роберто Фігероа
Хосе Роберто Фігероа (ісп. José Roberto Figueroa, 15 грудня 1959, Оланчіто — 25 травня 2020, Сан-Франциско) — гондураський футболіст, що грав на позиції нападника.
Виступав, зокрема, за клуби «Віда», «Реал Мурсія» та «Еркулес», а також національну збірну Гондурасу.

## Клубна кар'єра
У дорослому футболі дебютував 1977 року виступами за команду «Віда», в якій провів шість сезонів і у 1982 році виграв чемпіонат Гондурасу.
Своєю грою за цю команду привернув увагу представників тренерського штабу іспанського клубу «Реал Мурсія», до складу якого приєднався 1982 року. У клубі з Мурсії Фігероа в перший же сезон виграв другий дивізіон Іспанії і піднявся до Прімери. Після цього нападник грав в Прімері два сезони, зіграв 54 матчі і забив 22 голи, з них один в матчі проти «Реала» 8 квітня 1984 року (2:3) і ще один в матчі проти «Барселони» 12 жовтня 1984 року (1:1). 1985 року команда вилетіла назад до Сегунди, де гондурасець ще провів один сезон у формі «Мурсії», а потім два за «Еркулес».
Згодом з 1988 по 1989 рік грав у складі команд «Мотагуа» та «Картагінес», а завершив ігрову кар'єру у команді «Віда» у 1990 році.

## Виступи за збірну
1980 року дебютував в офіційних матчах у складі національної збірної Гондурасу.
У складі збірної був учасником чемпіонату світу 1982 року в Іспанії, де зіграв у всіх трьох іграх групового етапу проти Іспанії (1:1), Північної Ірландії (1:1) та Югославії (0:1), а його команда не подолала груповий етап.
Помер 25 травня 2020 року на 61-му році життя у місті Сан-Франциско, США.

## Титули і досягнення
- Переможець Чемпіонату націй КОНКАКАФ: 1981
- Срібний призер Чемпіонату націй КОНКАКАФ: 1985